# Ulica Jana Pawła II w Lublinie
Ulica Jana Pawła II w Lublinie – dwujezdniowa ulica w południowo-zachodniej części Lublina, w dzielnicach Czuby Południowe i Północne (stanowi ich granicę) oraz Węglin Południowy, element obwodnicy miejskiej Lublina, siódma ulica w mieście pod względem długości (4526 m). Stanowi fragment obwodnicy miejskiej na odcinku od ron. NSZ (ul. Krochmalnej) do ron. Kowcza (ul. Armii Krajowej).

## Przebieg
Ulica jest dwujezdniowa i posiada 2 lub 3 pasy ruchu w każdą stronę.
Rozpoczyna się rondem im. Narodowych Sił Zbrojnych i biegnie w kierunku zachodnim do alei Kraśnickiej.

## Historia
Odcinek stanowiący granicę Czubów Północnych i Południowych (od ronda im. NSZ do dawnej pętli autobusowej Os. Poręba) jako ul. Przełom wybudowano w latach 70. W marcu 2008 rozpoczęto budowę dwukilometrowego przedłużenia przez Węglin Południowy do al. Kraśnickiej. Dopuszczono go do ruchu w 2008, w trzydziestą rocznicę wyboru Karola Wojtyły na papieża. Budowę zakończono w 2009. Dzięki tej inwestycji zachodnia i południowo-wschodnia część Lublina uzyskała nowe szybsze połączenie. Na nowym odcinku postawiono też latarnie ze słupami trakcyjnymi dla trolejbusów.

## Pochodzenie nazwy
Nazwa ulicy poświęcona jest polskiemu papieżowi Janowi Pawłowi II. Upamiętnia jego wizytę na Czubach 9 czerwca 1987 roku. W okresie PRL ulica miała nazwy Przełom (na odcinku od Krochmalnej do Armii Krajowej) i Stogi (na odcinku od Armii Krajowej do ślepego końca na osiedlu Poręba). Nazwę zmieniono w 1990.

## Otoczenie
Przy ulicy znajduje się kościół pw. Świętej Rodziny. Stara część ul. Jana Pawła II otoczona jest osiedlami zabudowy wielorodzinnej, zaś nowsza – ogródkami działkowymi (z północy) i nowym osiedlem bloków mieszkalnych (na południu). U zbiegu ul. Jana Pawła II z al. Kraśnicką powstało duże centrum handlowe. W 2014 r. otwarto hurtownię Selgros, a w kolejnych latach również sklepy Agata Meble, Bricoman i Decathlon.